# Toni Duggan
Toni Duggan (Liverpool, 25 luglio 1991) è un'ex calciatrice inglese, di ruolo attaccante.
In carriera ha vinto nel 2016 il campionato inglese con la maglia del Manchester City. Con la nazionale inglese Under-19 ha vinto il campionato europeo 2009 di categoria, mentre con la maglia della nazionale maggiore ha concluso al terzo posto il campionato mondiale 2015.

## Carriera

### Club

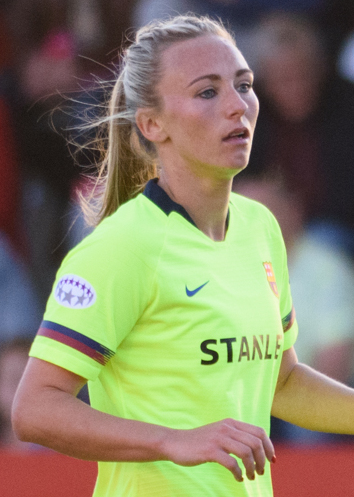
Toni Duggan con la maglia del Barcellona nell'aprile 2019.

Toni Duggan è cresciuta nelle giovanili dell'Everton sin dall'età di 15 anni. Grazie alle sue prestazioni venne ben presto convocata in prima squadra, facendo anche le prime esperienze in UEFA Women's Champions League nell'edizione 2009-2010 e giocando la vittoriosa finale della FA Women's Cup nel 2010. Nel 2009 vinse il premio della federazione inglese come migliore giovane giocatrice dell'anno. Nella Champions League 2010-2011 giocò tutte e nove le partite disputate dall'Everton fino ai quarti di finale e realizzò 6 reti. Duggan giocò per l'Everton fino al 2013, collezionando 40 presenze e 17 reti nelle tre stagioni della FA Women's Super League 1, la rinnovata massima serie del campionato inglese.
A fine 2013 Duggan firmò un contratto triennale col Manchester City, che si apprestava a disputare la sua prima stagione in FA Women's Super League 1. Duggan segnò la prima rete del Manchester City in un campionato professionistico e nell'agosto 2015 divenne la prima calciatrice del club ad essere premiata per la migliore rete della stagione del City. Il 2016 fu l'anno nel quale il City vinse il campionato per la prima volta e Duggan contribuì con 5 reti in campionato. Tornò a giocare in Champions League nella stagione 2016-2017, per quella che fu per il City la prima volta nella massima competizione continentale, contribuendo al raggiungimento dei quarti di finale con una sua rete nella partita di ritorno contro le danesi del Brøndby.
Il 6 luglio 2017 firmò un contratto biennale con il Barcellona, lasciando il Manchester City dopo tre anni e mezzo. Giocò al Barcellona per due stagioni consecutive, vincendo la Coppa della Regina nel 2018 e raggiungendo la finale di Champions League 2018-2019, persa contro le francesi dell'Olympique Lione. A fine luglio 2019 si trasferì all'Atlético Madrid, campione di Spagna in carica, continuando a giocare nella Primera División spagnola. Con la maglia dell'Atlético Madrid vinse la Supercoppa spagnola 2021, scendendo in campo nel secondo tempo della finale.
Nel luglio 2021, dopo che era scaduto il suo contratto con l'Atletico Madrid, ha firmato un contratto biennale con l'Everton e tornando a vestire la maglia delle Toffees dopo otto anni. Ha giocato all'Everton per tre stagioni consecutive, saltando, però, interamente la stagione 2022-23 dopo aver annunciato il proprio stato di gravidanza. Rientrò in squadra per la stagione 2023-24, giocando con regolarità per tutto il campionato, lasciando il club alla naturale scadenza del contratto a fine stagione. Il 18 settembre 2024 ha annunciato il proprio ritiro dalle competizioni come calciatrice.

### Nazionale

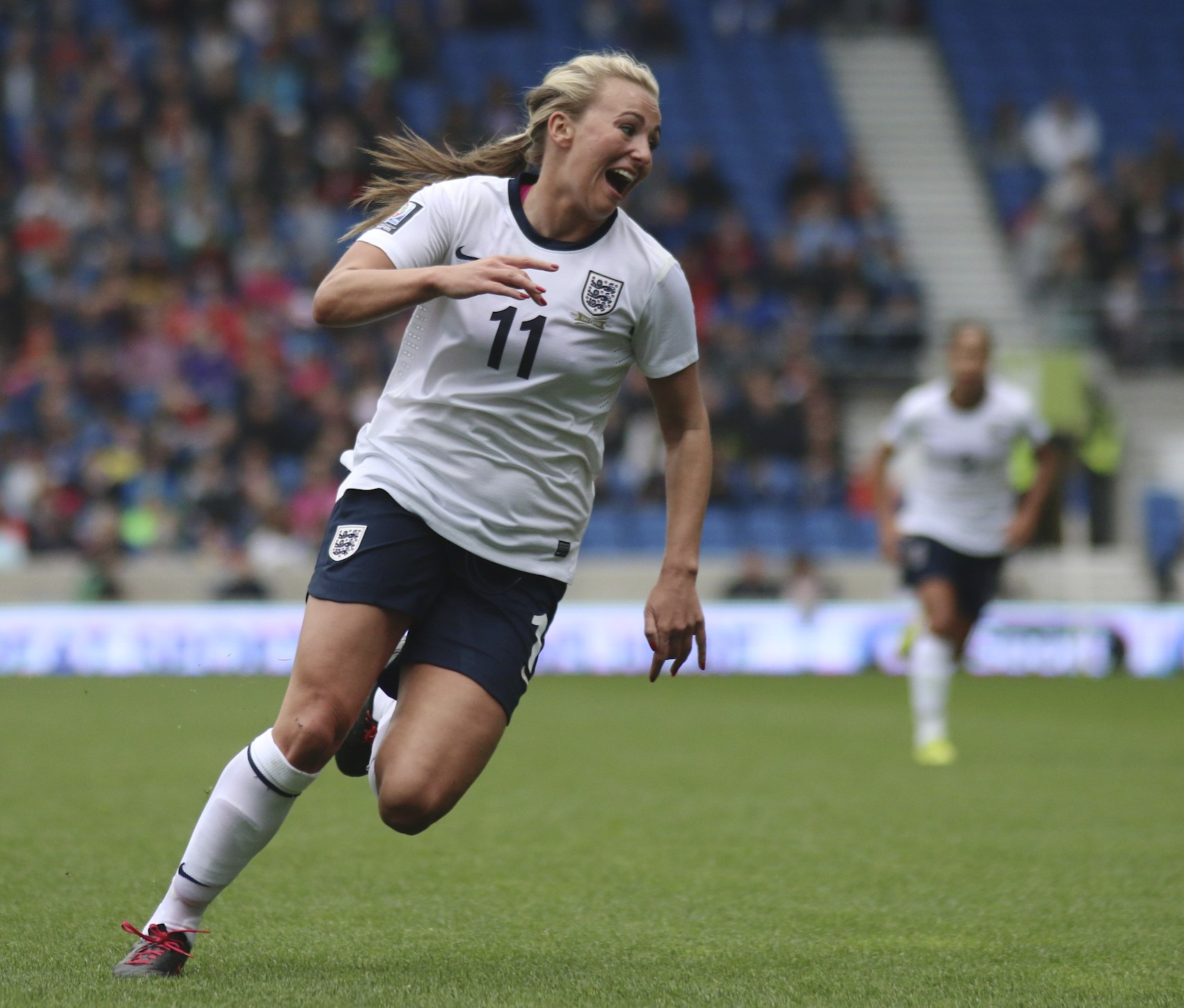
Toni Duggan con la maglia della nazionale inglese nell'aprile 2014.

Toni Duggan ha fatto parte delle selezioni giovanili dell'Inghilterra, giocando tre partite con la selezione under 17 e ventotto con la selezione under 19, scendendo in campo nelle partite di qualificazione alle fasi finali dei campionati europei di categoria. Con la maglia della selezione under 19 ha preso parte alla fase finale del campionato europeo in tre edizioni consecutive: nel 2008, nel 2009 e nel 2010. In tutte e tre i tornei si rese protagonista, realizzando complessivamente nove reti. In particolare, nell'edizione 2009 contribuì con le sue quattro reti alla vittoria finale dell'Inghilterra, realizzando una doppietta nella semifinale e la rete del vantaggio nella finale vinta per 2-0 sulla Svezia, segnando nel giorno del suo compleanno. Al termine del torneo Duggan venne inserita dall'UEFA nella lista dei dieci talenti emersi nel corso della manifestazione. Ancora diciassettenne, fece parte della rosa dell'Inghilterra under 20 che partecipò al campionato mondiale 2008 di categoria, realizzando due reti nella fase a gironi. Venne convocata anche per il campionato mondiale under 20 2010, realizzando una sola rete.

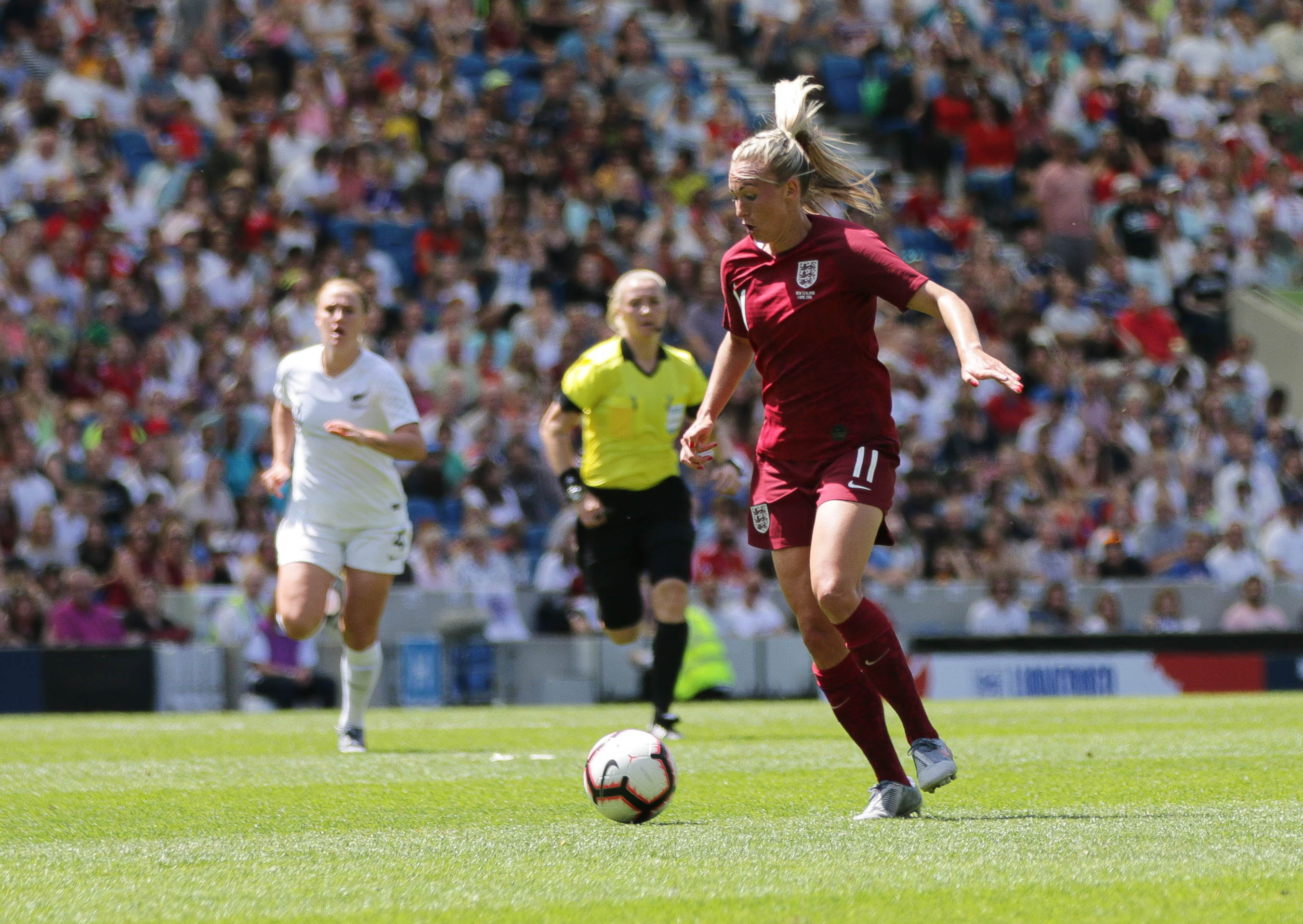
Toni Duggan in azione con la nazionale inglese nel giugno 2019.

Duggan fece il suo esordio nella nazionale maggiore il 19 settembre 2012, scendendo in campo al posto di Rachel Yankey nel corso del secondo tempo della partita vinta per 3-0 sulla Croazia, ultima partita delle qualificazioni al campionato europeo 2003. Nel febbraio 2013 Duggan venne convocata dalla selezionatrice Hope Powell per la Cyprus Cup 2013, competizione vinta per la seconda volta dall'Inghilterra e nella quale realizzò le sue prime due reti in nazionale. Pochi mesi dopo Duggan venne inserita da Powell nella rosa della nazionale inglese che prese parte al campionato europeo 2013, organizzato in Svezia. Il torneo non andò bene per le inglesi, che furono eliminate già al termine della fase a gironi con un solo punto conquistato, grazie proprio a Duggan che, nei minuti di recupero, segnò la rete del pareggio contro la Russia. Nonostante l'eliminazione, Duggan emerse dalla manifestazione come uno degli elementi positivi della nazionale e divenne una pedina importante dell'attacco della nazionale affidata a Mark Sampson in sostituzione di Hope Powell.
Nel corso delle qualificazioni al campionato mondiale 2015 Duggan si rese protagonista con due triplette contro Turchia e Montenegro, realizzando in totale dieci reti. Venne poi inserita nella rosa della squadra che prese parte alla fase finale del campionato mondiale 2015, organizzato in Canada. Il torneo si concluse con l'Inghilterra vincitrice della medaglia di bronzo, grazie alla vittoria per 1-0 sulla Germania nella finale per il terzo posto, e Duggan emerse per le sue qualità di attaccante, nonostante non segnò alcuna rete.
Duggan venne anche convocata in occasione del campionato europeo 2017, disputato nei Paesi Bassi. Duggan realizzò due reti nel corso della fase a gironi, superata a pieni punti dalla nazionale inglese, che venne poi sconfitta in semifinale dalle padrone di casa, che poi vinsero la manifestazione. Nel febbraio 2019 Duggan venne convocata per la SheBelieves Cup 2019, che l'Inghilterra vinse per la prima volta. Due mesi dopo Duggan venne annunciata nella squadra inglese che avrebbe preso parte al campionato mondiale 2019, organizzato in Francia, manifestazione nella quale l'Inghilterra raggiunse nuovamente la finale per il terzo posto, senza però riuscire a replicare la vittoria di quattro anni prima.

## Palmarès

### Club
- FA Women's Premier League Cup: 1

Everton: 2007-2008
- FA Women's Super League Cup: 1

Manchester City: 2014
- Campionato inglese: 1

Manchester City: 2016
- Coppa della Regina: 1

Barcellona: 2018
- Supercoppa spagnola: 1

Atlético Madrid: 2021
- Liverpool County FA Cup: 2

Everton: 2007, 2008

### Nazionale
- Campionato d'Europa under 19: 1

2009
- Cyprus Cup: 1

2013
- SheBelieves Cup: 1

2019

### Individuali
- FA Women's Young Player of the Year: 1

2009